# Antoine Dewasme-Plétinckx

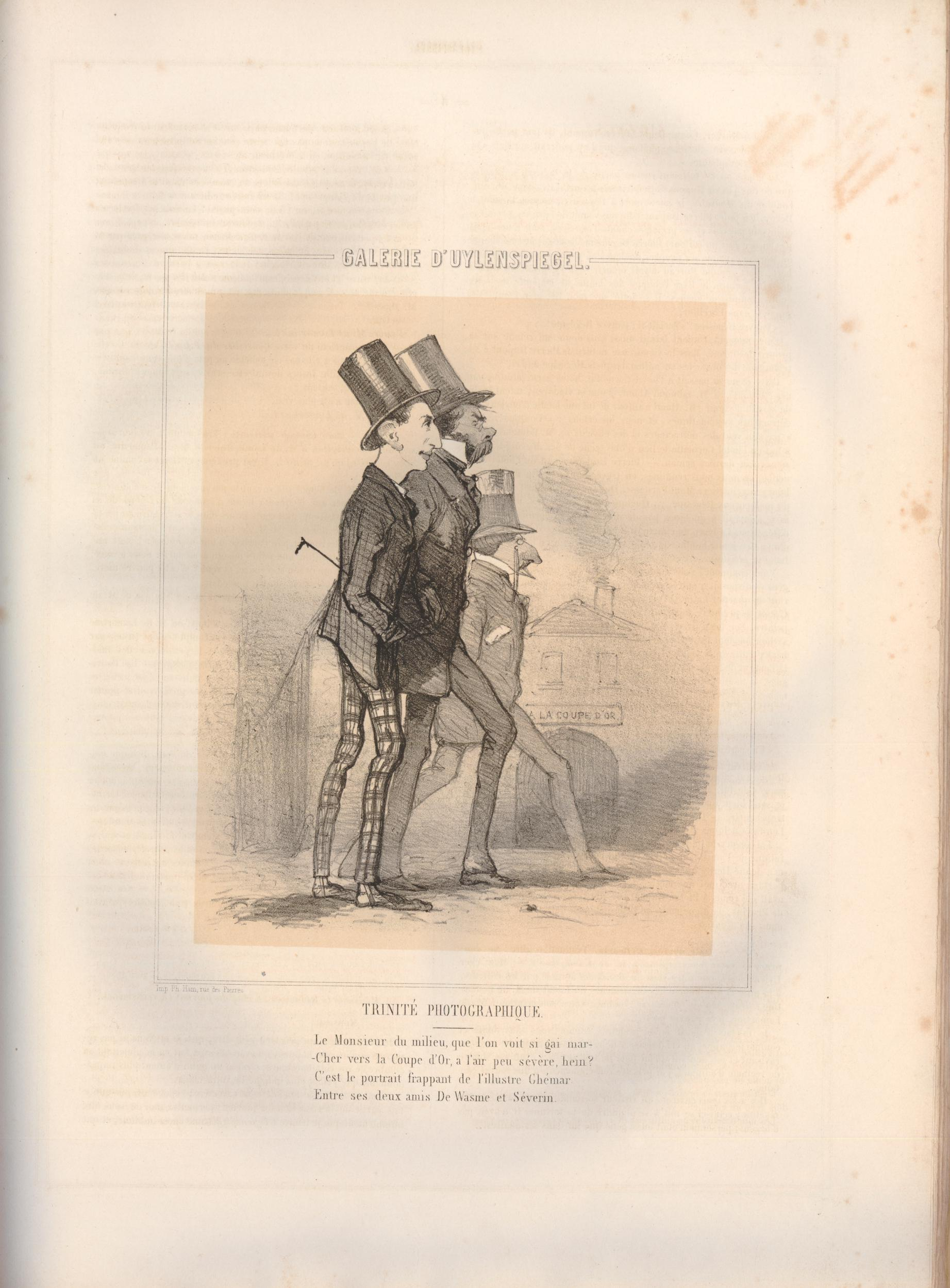
Trinité photographique, Karikatur von Félicien Rops im Satiremagazin Uylenspiegel vom 13. April 1856 – der Fotograf Louis Joseph Ghémar (Mitte) neben Robert Severin (vorne) und Antoine Dewasme-Plétinckx (hinten) als „Heilige Dreifaltigkeit“ der Fotografie

Antoine Dewasme-Plétinckx (* 1797 in Tournai, Département Jemappes; † 21. April 1851 in Brüssel) war ein belgischer Lithograf und Fotograf sowie Drucker und Verleger von Reproduktionsgrafik.

## Leben
Dewasme arbeitete zunächst als Stecher und Lithograf. Zusammen mit Prosper de la Barrière (1792–1844) gründete er im Januar 1822 die Druckerei Dewasme & Cie in Tournai. Dort beschäftigten sie unter anderem Jan Baptiste de Jonghe und Pierre Degobert (1806–1844). Seit 1826 hatte er eine lithografische Anstalt in Brüssel, für die ebenfalls bekannte Künstler wirkten, unter anderem Théodore Fourmois (1814–1871), Jean-Baptiste Madou, Eugène Verboeckhoven und François Stroobant. Bedeutende Druckerzeugnisse wurden dort ausgeführt, unter anderem die Tafeln zum Versailler Galeriewerk und Lithografien mit Szenen aus der Belgischen Revolution. 1827 heiratete er Élisabeth Pletinckx (* um 1795 in Brüssel) und übernahm deren Familiennamen zusätzlich in seinen Firmennamen. Im folgenden Jahr erhielt er den Titel „Hoflithograf“. 

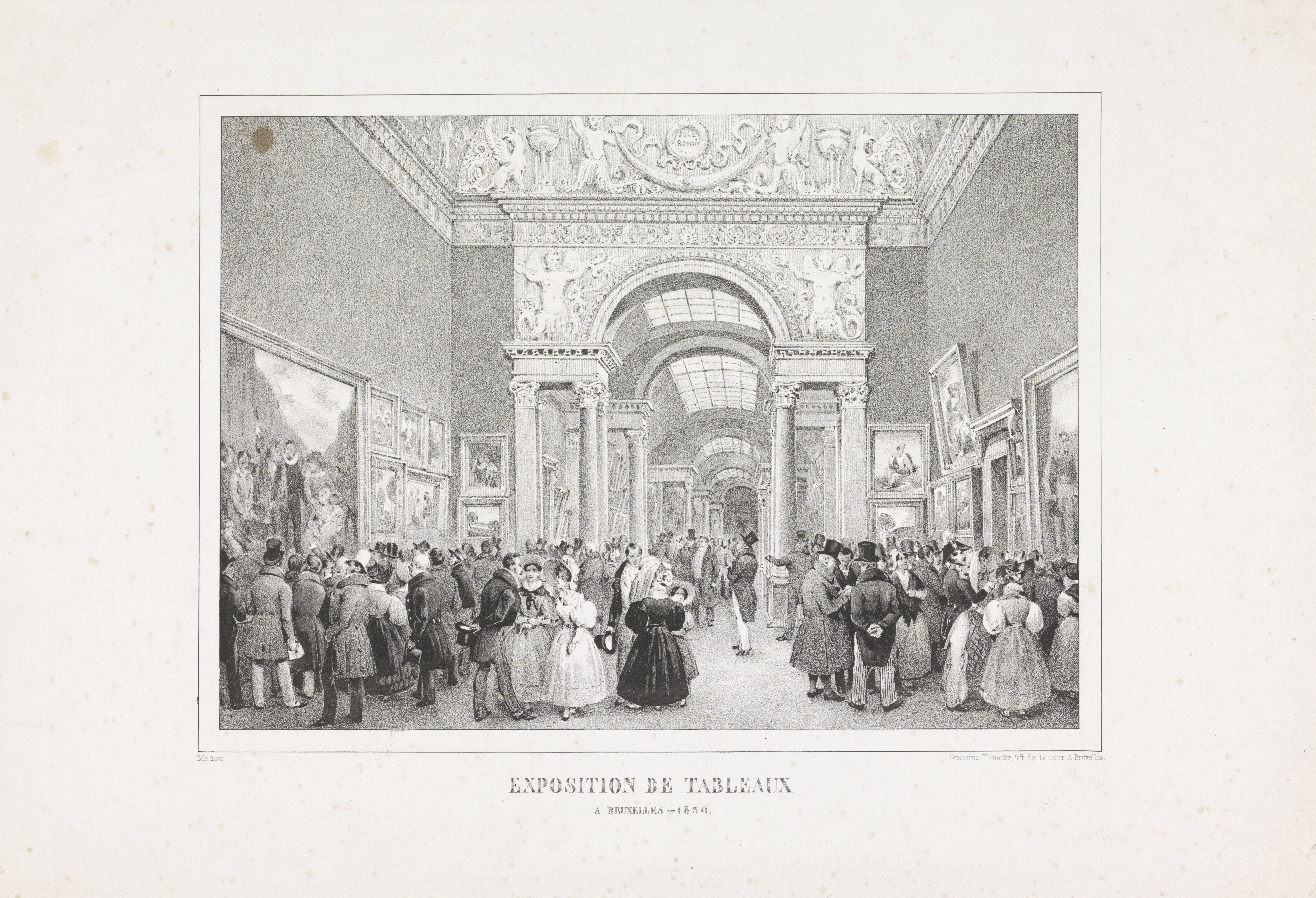
Kunstausstellung Brüssel 1830, Illustration von Jean-Baptiste Madou, die bei Antoine Dewasme-Plétinckx lithografiert und verlegt wurde

1843 war er Administrateur der École royale de gravure, mit der gleichfalls eine Verlagsanstalt verbunden war. Als Lehrer an dieser Schule wirkten auch Luigi Calamatta sowie Henry Brown, der durch Heirat mit Dewasmes Schwester Flora sein Schwager wurde. 
1838 gehörte er mit Émile Laurent (* ≈1802; † nach 1864) zu den Gründern der Société des Beaux-Arts und übernahm mit ihm deren Geschäftsführung. Die Société des Beaux-Arts bestellte eine Daguerreotypie-Kamera bei dem Hersteller Giroux in Paris. Im September 1839 wurde sie für eine Ansicht der Place du Grand Sablon eingesetzt, jenes Platzes an der Kirche Notre-Dame du Sablon, an dem Dewasme-Plétinckx lebte und wo sein Geschäftslokal angesiedelt war. Das Foto wurde danach von ihm auf einer Kunstausstellung in Brüssel gezeigt. Als die Société des Beaux-Arts liquidiert wurde, gehörte die Kamera am 18. Mai 1849 zu den Gegenständen einer Auktion.
Dewasme-Plétinckx’ Firma gab zahlreiche lithografische Porträts und Illustrationen heraus, unter anderem zu Werken von Walter Scott, außerdem vertrieb sie Fotografien. Für seine Verdienste wurde er am 24. Juni 1847 zum Ritter des Leopoldsordens ernannt.